# Peter Seeberg
Peter Seeberg född 22 juni 1925 i Skrydstrup, Danmark, död 8 januari 1999, var en dansk författare.
Han var en modernistisk författare och brukade behandla existensialistiska teman och livets yttersta kanter.
Han tog sin studentexamen 1943, och fortsatte med folkminnesforskning och arkeologi, varefter han fick jobb som museiinspektör på Viborg Stiftsmuseum.